# きまぐれ人工知能プロジェクト 作家ですのよ
きまぐれ人工知能プロジェクト 作家ですのよ (きまぐれじんこうちのうプロジェクト さっかですのよ) とは、作家の星新一のショートショートを人工知能に作成させようというプロジェクトである。

## 概要
2012年、公立はこだて未来大学の松原仁が、自然言語処理やコンピュータアートの研究者仲間に声をかけて立ち上げた。プロジェクトには名古屋大学教授の佐藤理史らが加わった。「2017年ごろの新作発表」を謳い世間の関心を呼んだものの、研究者からは「時期尚早」「無謀な試み」という声が上がったという。
2016年には、日本経済新聞社が主催した「第3回日経『星新一賞』」に2編の小説「コンピュータが小説を書く日」と「私の仕事は」を応募。創作にあたっては、人間がまず小説のプロットや文単位の骨格部分を用意しておき、コンピュータが文脈を判断しながら単語や表現を自動的に選んで文章を出力したという。なお、これらの作成にあたっては、星新一の次女である星マリナの協力を仰ぎ、1000以上の星新一作品を利用した。両作とも最終審査には残らなかったが、1次審査は通過したと報じられており、2016年3月24日にはともに公開された。また、名古屋大学の佐藤・松崎研究室がバリエーションを作成する様子も、YouTubeで公開された。
なお、松原は応募報告会に際し「星新一の作品には制約が多いことがミソだった」と語っている。星新一は、固有名詞は使わない、時代風俗は描かない、残酷な表現は用いない、性的な描写はしない、常用漢字以外は平仮名で表記する、などの制約を自分に課していたため、自由度が高い散文の中でも、星の作品はとっかかりになると考えられたという。